# 聖詹姆斯 (印第安納州)
聖詹姆斯（英語：Saint James）是位於美國印地安納州吉布森縣的一個非建制地區。